# Hystrix cristata
O porco-espinho-de-crista-africano, (Hystrix cristata), é uma espécie de roedor da família Hystricidae. Pode ser encontrado no norte da África, África subsariana, e na península itálica. Considera-se como nativo da África, porém sua presença no sul da Europa precisa ser investigada para determinar se é nativa ou exótica.

## Características

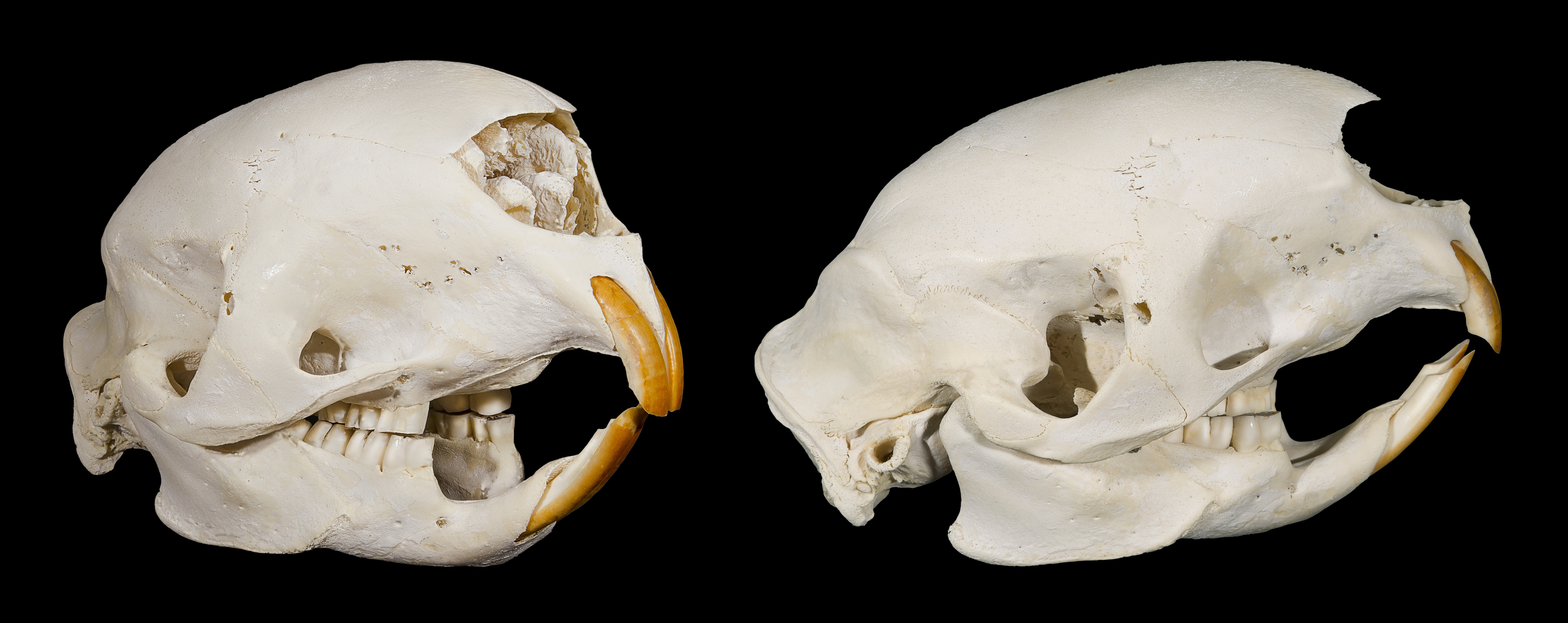
Hystrix cristata - Crânio

O porco-espinho-de-crista-africano é um animal robusto, de pernas curtas, que se movimenta de forma lenta. É um mamífero e vertebrado, mede de 60 a 80 cm e chega a pesar de 18 a 20 quilos. Tem o corpo todo revestido de espinhos, que medem 10 cm, e sua cor varia de marrom-acinzentado a marrom-escuro ou enegrecido. Os espinhos geralmente são brancos com pontas pretas, e não possuem farpas como os do porco-espinho da América do Norte. Usa seus espinhos para se defender de predadores como leões e leopardos. Quando se sente ameaçado o porco-espinho pode grunhir ou bater as patas traseiras como um alerta. Também arrepia e agita os espinhos, que se desprendem facilmente e podem atingir a pele do predador, ferindo-o gravemente ou até matando-o.

## Reprodução
A fêmea após uma gestação de cerca de dois meses, dá à luz de um a quatro filhotes que nascem com os espinhos ainda moles, cerca de sete meses depois. Pode ter um ou dois filhotes por gestação.

## Dieta
Alimenta-se de frutas, raízes e cascas de árvores.

## Habitat
O porco-espinho-de-crista-africano é solitário e vive em tocas no solo feitas por aardvarks. Algumas espécies de porco-espinho vivem em árvores ou em troncos ocos.E vive no Continente Africano.